# Anna Suchocka
Anna Suchocka z Czekanowskich (ur. 1874, zm. 1952) – polska działaczka społeczna, narodowa i katolicka, radna Pleszewa, wiceprzewodnicząca Katolickiego Związku Polek, członkini Narodowej Organizacji Kobiet. 

## Życiorys
Zamieszkała w Pleszewie tuż po ślubie w 1894, kiedy razem z mężem zakupiła aptekę „Pod Orłem”. W 1909 weszła w skład zarządu Zjednoczenia Towarzystw Kobiecych z Wielkiego Księstwa Poznańskiego, Prus Zachodnich, Śląska i z obczyzny. Była przewodniczącą Zjednoczenia Towarzystw Oświatowych Kobiet.
Była prezesem Towarzystwa „Czytelnia dla Kobiet”, a także powiatowym sekretarzem Towarzystwa Czytelni Ludowych. W odrodzonej Polsce była przewodniczącą Polskiego Czerwonego Krzyża w Pleszewie. Była posłanką na Polski Sejm Dzielnicowy w Poznaniu. Od powstania Rady Ludowej w listopadzie 1918 do 9 stycznia 1919 była jej sekretarzem w Pleszewie. W marcu 1919 została wybrana do rady miejskiej Pleszewa. Zasiadła w komisji opracowującej statut Narodowej Organizacji Kobiet. Należała także do działaczek pleszewskiego koła NOK. W wyborach w 1922 kandydowała do Sejmu z listy nr 8 (Chrześcijański Związek Jedności Narodowej) w okręgu wyborczym nr 37. Pełniła funkcję wiceprzewodniczącej Katolickiego Związku Polek. Była członkinią Rady Związku Poznańskiego. 
W 1930 była członkinią sekcji kobiecej I Krajowego Kongresu Eucharystycznego w Polsce. Była zaangażowana m.in. w budowę domu parafialnego i organizację XIV Zjazdu Katolickiego w 1934 w Pleszewie. W tym też roku stanęła na czele pleszewskiej Akcji Katolickiej. Była członkinią honorową Związku Katolickich Kobiet Pracujących.

## Rodzina
Była córką Michała Czekanowskiego i Józefy z Drescherów. W 1894 w parafii św. Katarzyny we Wronkach wyszła za mąż za Stanisława Leopolda Suchockiego, aptekarza. Mieli trójkę synów: Włodzimierza Karola (adwokat i powstaniec wielkopolski), Stanisława (inżynier leśnik) i Józefa (farmaceuta), oraz córkę Marię (farmaceutka). Jej wnuczką (córką Józefa) była premier Hanna Suchocka.

## Ordery i odznaczenia
- Złoty Krzyż Zasługi[1]
- Krzyż Pro Ecclesia et Pontifice[11]

## Upamiętnienie
3 grudnia 2008 na Murze Pamięci przy kościele Ścięcia św. Jana Chrzciciela w Pleszewie została odsłonięta tablica upamiętniająca delegatów na Polski Sejm Dzielnicowy, w tym Annę Suchocką.